# Camille Couture
Camille Couture (* 23. Februar 1876 in Loretteville (heute ein Stadtteil von Québec); † 27. Juni 1961 in Montréal) war ein kanadischer Violinist, Musiklehrer und Geigenbauer.

## Leben und Wirken
Couture studierte sieben Jahre Violine bei Jean A. Duquette in Montreal. 1899 ging er nach Europa. Dort war er am Konservatorium von Lüttich Schüler von Jean Quintin und Ovide Musin und besuchte die Schule des Geigenbauers Emile Heynberg. Er gab Konzerte in Lüttich, bevorzugte nach seiner Rückkehr nach Kanada aber die Lehrtätigkeit.
Er unterrichtete von 1903 bis 1917 in Winnipeg, danach in Montreal, wo er Lehrer an der École Vincent-d’Indy und am Conservatoire de musique du Québec war und Privatunterricht gab. Zu seinen Schülern zählten Gladys und Russell E. Chester, John Charuk, Georges Codling, Arthur Davison, Jean Deslauriers, Conrad Letendre, Lucien Martin, Roland Poisson, Ruth Pryce, Marielle Provost und Rhoda Simpson.
Couture baute in seinem Leben mehr als zweihundert Violinen, darunter Kopien der Instrumente von Jacques Thibaud, Adolfo Betti, Jan Kubelík, Max Rosen und Eugène Ysaÿe. Bei den Wembley Expositions 1924 und 1925 gewann er mit seinen Instrumenten jeweils eine Bronzemedaille.
| Personendaten    | Personendaten                                        |
| ---------------- | ---------------------------------------------------- |
| NAME             | Couture, Camille                                     |
| KURZBESCHREIBUNG | kanadischer Violinist, Musikpädagoge und Geigenbauer |
| GEBURTSDATUM     | 23. Februar 1876                                     |
| GEBURTSORT       | Loretteville (heute Québec)                          |
| STERBEDATUM      | 27. Juni 1961                                        |
| STERBEORT        | Montréal                                             |